# Philodromus marmoratus
Philodromus marmoratus là một loài nhện trong họ Philodromidae.
Loài này thuộc chi Philodromus. Philodromus marmoratus được Wladislaus Kulczynski miêu tả năm 1891.